# Beloved (1934)
Beloved is een Amerikaanse dramafilm uit 1934 onder regie van Victor Schertzinger.

## Verhaal
De Oostenrijkse baron Franz von Hausmann brengt zijn zoontje Carl de liefde bij voor klassieke muziek. Tien jaar later speelt Carl zijn eerste compositie als violist. Tijdens de Revolutie van 1848 vlucht hij met zijn moeder naar Zuid-Carolina. In de jaren voor de Amerikaanse Burgeroorlog bouwt hij er een aanzienlijke reputatie op. Zijn muzikale carrière zit in het slop, als hij wordt gedwongen om met zijn kersverse bruid Lucy Tarrant te verhuizen naar New York.

## Rolverdeling
| Acteur             | Personage                  |
| ------------------ | -------------------------- |
| John Boles         | Carl Hausmann              |
| Gloria Stuart      | Lucy Tarrant               |
| Morgan Farley      | Eric Hausmann              |
| Ruth Hall          | Patricia Sedley            |
| Albert Conti       | Baron Franz von Hausmann   |
| Dorothy Peterson   | Barones Irene von Hausmann |
| Edmund Breese      | Majoor Tarrant             |
| Louise Carter      | Mevrouw Tarrant            |
| Anderson Lawler    | Tom Rountree               |
| Richard Carle      | Rechter Belden             |
| Lucile Gleason     | Hertogin                   |
| Mae Bush           | Marie                      |
| Jimmy Butler       | Charles Hausmann als kind  |
| Eddie Woods        | Charles Hausmann           |
| Oscar Apfel        | Henry Burrows              |
| Jane Mercer        | Helen                      |
| Lester Lee         | Carl (10 jaar)             |
| Mickey Rooney      | Tommy                      |
| Holmes Herbert     | Lord Landslake             |
| Lucille La Verne   | Mevrouw Briggs             |
| Mary Gordon        | Mevrouw O'Leary            |
| Wallis Clark       | Yates                      |
| Josef Swickard     | Revolutionair              |
| James Flavin       | Wilcox                     |
| Bessie Barriscale  | Mevrouw Walkins            |
| Bobbe Arnst        | Danseres                   |
| Fred Kelsey        | Mulvaney                   |
| Otto Hoffman       | Dietrich                   |
| George Ernest      | Eric als kind              |
| Cosmo Kyrle Bellew | Arts                       |
| King Baggot        | Arts                       |
| Sherwood Bailey    | Tom als kind               |
| William H. Strauss | Joodse vader               |
| Neysa Nourse       | Laurette                   |
| Peggy Terry        | Alice                      |
| Clara Blandick     | Juffrouw Murfee            |
| Margaret Mann      | Gravin von Brandenburg     |
| C. Montague Shaw   | Alexander Talbot           |
| Walter Brennan     | Stotterende kostganger     |